# Уилям Форсчън
Уилям Форсчън (на английски: William R. Forstchen) е американски историк и писател, автор на произведения в жанровете научна фантастика, исторически роман, фентъзи и трилър.

## Биография и творчество
Уилям Форсчън е роден на 11 октомври 1950 г. в Милбърн, Ню Джърси, САЩ. Учи в гимназия на бенедиктинските монаси и завършва колежа „Райдър“ в Лорънсвил, Ню Джърси. След дипломирането си работи на различни работни места, докато през 1978 г. е назначен за учител в Мейн.
През 1989 г. завършва Университета „Пардю“ в Уест Лафайет с магистърска степен по европейска история. Получава докторска степен по военна история за Американската гражданска война и история на технологиите. Преподавател е по история в колежа „Монтрит“ в Монтрит, Северна Каролина, и чете лекции по творческо писане в Мейн. Интересува се от археология и участва в няколко експедиции в Русия и Монголия.
Първият му фантастичен роман „Леденият пророк“, от едноименната поредица, е публикуван през 1983 г.
Става известен писател с фантастичната си поредица „Галактически военни игри“. По-късно се насочва към историческите романи, като особено известни стават поредиците му „Изгубеният полк“, „Гетисбърг“ и „Войната в Тихия океан“, последните написани в съавторство с Нют Гингрич.
През 2009 г. е издаден трилърът му „One Second After“ от поредицата „Джон Матърсън“, в който се описва терористична атака с използване на електромагнитна бомба. Романът става бестселър, а филмовите му права са закупени от „Уорнър Брос“.
Автор е на множество разкази, художествена литература за младежи, научни статии и редица статии за личности, публикувани в пресата.
Уилям Форсчън живее със семейството си близо до Ашвил, Северна Каролина.

## Произведения

### Самостоятелни романи
- Into the Sea of Stars (1986)
- The Gamester Wars (1995)
- 1945 (1995) – с Нют Гингрич
- The Four Magics (1996) – Лари Сегриф
- We Look Like Men of War (2001)
- At The Water's Edge (2005)
- Firestorm (2005)
- Valley Of The Shadow (2005)
- Pillar to the Sky (2014)

### Серия „Леденият пророк“ (Ice Prophet)
1. Ice Prophet (1983)
2. The Flame Upon the Ice (1984)
3. A Darkness upon the Ice (1985)

### Серия „Галактически военни игри“ (Gamester Wars)
1. The Alexandrian Ring (1987)
Пръстенът на Александър Велики, изд.: „Лира Принт“, София (1997), прев. Владимир Зарков
2. The Assassin Gambit (1988)
Гамбитът на убийците, изд.: „Лира Принт“, София (1998), прев. Владимир Зарков
3. The Napoleon Wager (1993)
Облогът на Наполеон, изд.: „Лира Принт“, София (1998), прев. Владимир Зарков

### Серия „Кристал“ (Crystal) – сГрег Морисън
1. The Crystal Warriors (1988)
2. The Crystal Sorcerers (1991)

### Серия „Изгубеният полк“ (Lost Regiment)
1. Rally Cry (1990)
Изгубеният полк, изд.: „Серпис“ АД, София (2003), прев. Петър Тушков
2. The Union Forever (1991 
Съюз завинаги, изд.: „Серпис“ АД, София (2004), прев. Петър Тушков
3. Terrible Swift Sword (1992)
4. Fateful Lightning (1993)
5. Battle Hymn (1997)
6. Never Sound Retreat (1998)
7. A Band of Brothers (1999)
8. Men of War (1999)
9. Down to the Sea (2000)

### Серия „Звезден пътешественик“ (Star Voyager)
1. Star Voyager Academy (1994)
2. Article 23 (1998)
3. Prometheus (1999)

### Серия „Гетисбърг“ (Gettysburg)
1. Gettysburg (2003) – с Нют Гингрич
2. Grant Comes East (2004) – с Нют Гингрич
3. Never Call Retreat (2005) – с Нют Гингрич
4. The Battle of the Crater (2011) – издаден и като „To Make Men Free“, с Нют Гингрич и Албърт Хънсър

### Серия „Войната в Тихия океан“ (Pacific War) – с Нют Гингрич
1. Pearl Harbor (2007)
2. Days of Infamy (2008)

### Серия „Джордж Вашингтон“ (George Washington)
1. To Try Men's Souls (2009) – с Нют Гингрич
2. Valley Forge (2010) – с Нют Гингрич и Албърт Хънсър
3. Victory at Yorktown (2012) – с Нют Гингрич и Албърт Хънсър

### Серия „Джон Матърсън“ (John Matherson)
1. One Second After (2009)
2. One Year After (2015)
3. Unite or Die (2016)

### Участие в общи серии с други писатели

#### Серия „Авиаторът“ (Wing Commander)
2. End Run (1993) – с Кристофър Сташеф
3. Fleet Action (1994)
4. Heart of the Tiger (1995) – с Андрю Кийт
- The Price of Freedom (1996) – с Бен Оландър
- Action Stations (1997)
- False Colors (1998) – с Андрю Кийт

от серията има още 2 романа от различни автори

#### Серия „Легенди за войната на разлома“ (Legends of the Riftwar)
1. Honoured Enemy (2001) – с Реймънд Фийст
Доблестен враг, изд.: ИК „Бард“, София (2006), прев. Валерий Русинов
от серията има още 2 романа от различни автори

### Новели
- Doctors of the Night (2011)
- Day of Wrath (2014)

### Документалистика
- It Seemed like a Good Idea... (1988) – с Бил Фосет
- Hot Shots (2000) – с Джени Чансей
- Honor Untarnished (2003) – с Доналд Бенет